# TPS (football)
Pour le club omnisports, voir TPS Turku.
Maillots
Le Turun Palloseura est un club de football finlandais basé à Turku. Il fait partie du club omnisports du même nom, le TPS Turku. Le Finlandais Jonatan Johansson est l'entraineur depuis juillet 2020.

## Historique
- 1922 : fondation du club
- 1969 : 1re participation à une Coupe d'Europe (C1, saison 1969/70)

## Bilan sportif

### Palmarès
- Championnat de Finlande (8)
  - Champion : 1928, 1939, 1941, 1949, 1968, 1971, 1972, 1975

- Championnat de Finlande D2 (4)
  - Champion : 1935, 1956, 1965, 2002

- Coupe de Finlande (3)
  - Vainqueur : 1991, 1994, 2010
  - Finaliste : 1965, 1979, 1996, 1997, 2005

- Coupe de la Ligue finlandaise (1)
  - Vainqueur : 2012
  - Finaliste : 2008

### Bilan européen
Légende
- Victoire ou qualification pour le tour suivant
- Match nul
- Défaite ou élimination de la compétition

Note : dans les résultats ci-dessous, le score du club est toujours donné en premier.
| Saison    | Compétition               | Tour                | Club                  | Domicile | Extérieur | Total     |
| --------- | ------------------------- | ------------------- | --------------------- | -------- | --------- | --------- |
| 1969-1970 | Coupe des clubs champions | Tour préliminaire   | KB Copenhague         | 0 - 1    | 0 - 4     | 0 - 5     |
| 1972-1973 | Coupe des clubs champions | Seizièmes de finale | FC Magdebourg         | 1 - 3    | 0 - 6     | 1 - 9     |
| 1973-1974 | Coupe des clubs champions | Seizièmes de finale | Celtic FC             | 1 - 6    | 0 - 3     | 1 - 9     |
| 1976-1977 | Coupe des clubs champions | Seizièmes de finale | Sliema Wanderers      | 1 - 0    | 1 - 2     | 2E - 2    |
| 1976-1977 | Coupe des clubs champions | Huitièmes de finale | FC Zurich             | 0 - 1    | 0 - 2     | 0 - 3     |
| 1985-1986 | Coupe UEFA                | Premier tour        | Spartak Moscou        | 1 - 3    | 0 - 1     | 1 - 4     |
| 1987-1988 | Coupe UEFA                | Premier tour        | Admira Wacker Mödling | 0 - 1    | 2 - 0     | 2 - 1     |
| 1987-1988 | Coupe UEFA                | Seizièmes de finale | Inter Milan           | 0 - 2    | 1 - 0     | 1 - 2     |
| 1988-1989 | Coupe UEFA                | Premier tour        | Linfield FC           | 0 - 0    | 1 - 1     | 1E - 1    |
| 1988-1989 | Coupe UEFA                | Seizièmes de finale | First Vienna          | 1 - 0    | 1 - 2     | 2E - 2    |
| 1988-1989 | Coupe UEFA                | Huitièmes de finale | Victoria Bucarest     | 3 - 2    | 0 - 1     | 3 - 3E    |
| 1990-1991 | Coupe UEFA                | Premier tour        | GKS Katowice          | 0 - 1    | 0 - 3     | 0 - 4     |
| 1992-1993 | Coupe des coupes          | Seizièmes de finale | Trabzonspor           | 2 - 2    | 0 - 2     | 2 - 4     |
| 1995-1996 | Coupe des coupes          | Tour préliminaire   | Teuta Durrës          | 1 - 0    | 0 - 3     | 1 - 3     |
| 1997      | Coupe Intertoto           | Groupe 8            | Hajduk Kula           | 1 - 2    | N/A       | Quatrième |
| 1997      | Coupe Intertoto           | Groupe 8            | Kongsvinger IL        | N/A      | 2 - 0     | Quatrième |
| 1997      | Coupe Intertoto           | Groupe 8            | Lommel SK             | 1 - 1    | N/A       | Quatrième |
| 1997      | Coupe Intertoto           | Groupe 8            | Halmstads BK          | N/A      | 1 - 6     | Quatrième |
| 1998      | Coupe Intertoto           | Premier tour        | FC Sion               | 0 - 1    | 3 - 2     | 3E - 3    |
| 1998      | Coupe Intertoto           | Deuxième tour       | Chinnik Iaroslavl     | 0 - 2    | 2 - 3     | 2 - 5     |
| 2008      | Coupe Intertoto           | Premier tour        | Lisburn Distillery    | 3 - 1    | 3 - 2     | 6 - 3     |
| 2008      | Coupe Intertoto           | Deuxième tour       | Odense BK             | 1 - 2    | 0 - 2     | 1 - 4     |
| 2010-2011 | Ligue Europa              | Premier tour Q      | Port Talbot Town      | 3 - 1    | 4 - 0     | 7 - 1     |
| 2010-2011 | Ligue Europa              | Deuxième tour Q     | Cercle Bruges         | 1 - 2    | 1 - 0     | 2 - 2E    |
| 2011-2012 | Ligue Europa              | Deuxième tour Q     | KVC Westerlo          | 0 - 1    | 0 - 0     | 0 - 1     |
| 2013-2014 | Ligue Europa              | Deuxième tour Q     | AS Jeunesse d'Esch    | 2 - 1    | 0 - 2     | 2 - 3     |

## Anciens joueurs
- Jonatan Johansson
- Peter Enckelman
- Markus Heikkinen
- Mika Nurmela